# Болеславув (Ґостинінський повіт)
Болеславув (пол. Bolesławów) — село в Польщі, у гміні Гостинін Ґостинінського повіту Мазовецького воєводства.
Населення — 117 осіб (2011).
У 1975-1998 роках село належало до Плоцького воєводства.

## Демографія
Демографічна структура станом на 31 березня 2011 року:
|          | Загалом | Допрацездатний вік | Працездатний вік | Постпрацездатний вік |
| -------- | ------- | ------------------ | ---------------- | -------------------- |
| Чоловіки | 59      | 10                 | 43               | 6                    |
| Жінки    | 58      | 13                 | 33               | 12                   |
| Разом    | 117     | 23                 | 76               | 18                   |